# Ceftriaxona
Ceftriaxona é uma substância utilizada como medicamento pertencente ao grupo e sub-grupos:
- Medicamentos anti-infecciosos
  - Antibacterianos
    - Cefalosporinas
      - Cefalosporinas de 3.ª Geração

Como todas as cefalosporinas é um antibiótico beta lactâmico. Sendo de terceira geração, tem um espectro de acção muito mais alargado para os  gram negativos do que as cefalosporinas da 1.ª e 2.ª geração.

## Indicações
A ceftriaxona está indicada nas infecções provocadas por microrganismos tanto gram positivos quanto gram negativos susceptíveis, como infecções urinárias, faringites, sinusites, infecções respiratórias, infecções da pele e tecidos moles, otite média e amigdalites. Não têm actividade sobre  enterococos e estafilococos resistentes à meticilina.
As indicações principais  desta cefalosporina e que diferem das outras são as infecções graves particularmente devidas a bactérias gram negativas multirresistentes e tratamento de meningites bacterianas devidas a gram negativos.

## Reacções adversas
- Aparelho digestivo – náuseas, vómitos e diarreia sobretudo com doses elevadas.
- Sangue – eosinofilia, agranulocitose e trombocitopenia ocorrem raramente.
- Fígado - alterações das enzimas hepáticas e icterícia colestática (raro).
- hipersensibilidade - pode provocar reacções de hipersensibilidade caracterizadas geralmente por erupções cutâneas, urticária, prurido, artralgias e por vezes, embora raramente, reacções anafilácticas.

Nota: Cerca de 10% dos doentes com hipersensibilidade às penicilinas desenvolvem
também reacções de hipersensibilidade às cefalosporinas.
Nota: A ceftriaxona possui alta afinidade com às proteínas plasmáticas, EVITAR o uso em neonatos, principalmente em neonatos que apresentam hiperbilirrubinemia. Pois a ceftriaxona ocassiona o deslocamento da bilirrubina, fazendo com que a mesma atravesse a barreira hematoencefálica, causando o kernicterus.
- Hemorragias - as cefalosporinas que na sua fórmula molecular contêm o  grupo químico  tetrazoltiometil aumentam o risco de desenvolvimento de efeitos hemorrágicos (hipoprotrombinemia) e reacções tipo dissulfiram.
- Pode ocorrer neutropenia, principalmente, em tratamentos prolongados.

## Interacções
Não deve ser administrada concomitantemente com anticoagulantes, vancomicina ou pentamidina, ou a recém-nascidos medicados com cálcio.

## Farmacocinética
A ceftriaxona atravessa a barreira placentária e aparece em pequenas doses no leite materno. Esta situação não é impeditiva de administração, já que tudo indica ser inofensiva para o recém-nascido. Ela também atravessa as meninges, quer exista ou não inflamação.
A metabolização da ceftriaxona sódica não dá origem a nenhum metabolito com acção farmacológica.
A semi-vida desta cefalosporina é de 6 a 9 horas. A sua concentração na bílis é bastante elevada.

## Excreção
A ceftriaxona é eliminada pela urina (de 40% a 65% sobre a forma intacta de ceftriaxona) e o resto pela bílis.

## Classificação
- MSRM
- ATC - J01DA13
- CAS
  - Ceftriaxona - 73384-59-5
  - Anidrido de ceftriaxona sódica - 74578-69-1
  - Sesquaterhidrato de ceftriaxona sodica - 104376-79-6

## Nomes comerciais
| NOME DO MEDICAMENTO | PAÍSES ONDE É COMERCIALIZADO |
| Acantex             | Argentina, Chile |
| Amplospec           | Brasil |
| Antibacin           | Grécia |
| Azatyl              | Grécia |
| Benaxona            | México |
| Bioteral            | Argentina |
| Bresec              | Grécia |
| CEF-3               | Tailândia |
| Cefaxona            | México |
| Cefaxone            | Singapura |
| Cefin               | Singapura |
| Cefine              | Tailândia |
| Cefotrix            | Hungria |
| Ceft                | Brasil |
| Ceftrex             | Malásia, México, Tailândia |
| Ceftriax            | Brasil |
| Ceftriaz            | Argentina |
| Ceftrilem           | México |
| Ceftriphin          | Tailândia |
| Celltriaxon         | Brasil |
| Curocef             | Chile |
| Exempla             | Argentina |
| Farcef              | Grécia |
| Gladius             | Grécia |
| Glorixone           | Grécia |
| Grifotriaxona       | Chile |
| Keftriaxon          | Israel |
| Labilex             | Grécia |
| Lendacin            | Hungria |
| Lephin              | Tailândia |
| Lyceft              | Índia |
| Megion              | Hungria |
| Mesporan            | Brasil |
| Mesporin            | Hong Kong, Portugal |
| Monocef             | Índia |
| Neoceftriona        | Brasil |
| Oframax             | Índia, Singapura, Tailândia |
| Powercef            | Índia |
| Prodoxin            | Brasil |
| Rivacefin           | Argentina |
| Rocefalin           | Espanha |
| Rocefin             | Brasil, Itália |
| Rocephalin          | Dinamarca, Finlândia, Noruega, Suécia |
| Rocephin            | África do Sul, Alemanha, Austrália, Áustria, Canadá, Estados Unidos, Grécia, Hong Kong, Hungria, Reino Unido, Irlanda, Israel, Japão, Malásia, Nova Zelândia, Países Baixos, Portugal, Singapura, Tailândia |
| Rocephine           | Bélgica, França, Suíça |
| Rofoxin             | Brasil |
| Sedalin             | Tailândia |
| Soltrimox           | Argentina |
| Tacex               | México |
| Terbac              | México |
| Travilan            | Grécia |
| Trexofin            | Singapura |
| Triaxin             | Brasil |
| Triaken             | México |
| Tricefin            | Singapura |
| Tricephin           | Tailândia |
| Trioxina            | Brasil |
| Trixone             | Tailândia |
| Veracol             | Grécia |
| Zefaxone            | Tailândia |